# Eesti Tööerakond

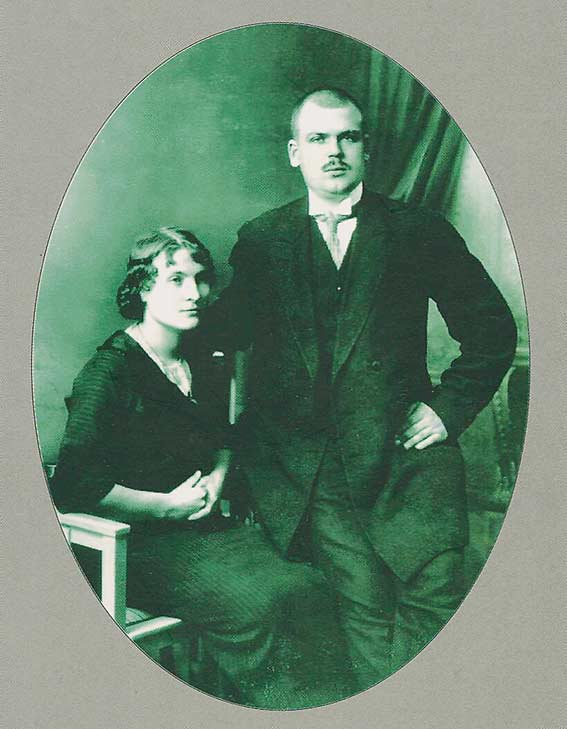
Jüri Vilms, hier mit seiner Ehefrau, gründete 1917 die Partei. Er wurde 1918 in Helsinki ermordet.

Die Estnische Arbeitspartei (estnisch Eesti Tööerakond – ETE) war eine politische Partei im Estland der Zwischenkriegszeit. Bis zur Mitte der 1920er Jahre war sie sozialdemokratisch orientiert, bevor sie sich als Mitte-rechts-Partei positionierte.

## Radikalsozialisten
Die Estnische Arbeitspartei entstand im revolutionären Russland aus einem Zusammenschluss der Radikalsozialistischen Partei (Radikaalsotsialistlik Erakond) mit der Union Estnischer Republikaner (Eesti Vabariiklaste Liit), der vornehmlich estnische Intellektuelle aus der russischen Hauptstadt Petrograd angehörten.
Gründer der Radikalsozialisten war Jüri Vilms, einer der späteren Gründungsväter der Republik Estland. Die Partei wurde offiziell am 6. Mai 1917 in Tallinn von Jüri Vilms und Eduard Laaman aus der Taufe gehoben. Sie trat für soziale Gleichheit, eine umfassende Landreform in Estland und die Trennung von Staat und Kirche ein. Im Provisorischen Landtag des Gouvernements Estland stellten die Radikalsozialisten vier der 55 Abgeordnete.
Ende September/Anfang Oktober 1917 trat die Union Estnischer Republikaner der Partei bei. Sie erhielt künftig den Namen Estnische Arbeitspartei. Nach der Oktoberrevolution in Russland forderte die Partei als eine der ersten politischen Gruppierungen die volle staatliche Unabhängigkeit eines demokratischen und rechtsstaatlichen Estlands.

## Republik Estland
Nach der estnischen Unabhängigkeitserklärung Estlands am 24. Februar 1918 war die Partei Mitglied der Provisorischen Regierung. Als Mitglied des „Estnischen Rettungskomitees“ reiste Jüri Vilms über die zugefrorene Ostsee nach Finnland, um bei den Westmächten für die Anerkennung der estnischen Selbständigkeit zu werben. Er wurde im April 1918 unter nie ganz geklärte Umständen in Helsinki hingerichtet, wahrscheinlich auf deutsches Geheiß.
Nach Vilms' Ermordung wurde Otto Strandman politische Leitfigur der Partei. Er war 1919 und von 1929 bis 1931 estnischer Regierungschef. Weitere prominente Politiker der Partei waren daneben Ants Piip (Regierungschef 1920/21) und Juhan Kukk (Regierungschef 1922/23) sowie die mehrfachen Minister Theodor Pool, Christian Kaarna, Ado Anderkopp und Julius Seljamaa.
Besonders erfolgreich war die Estnische Arbeitspartei bei der Wahl zur Verfassungsgebenden Versammlung der Republik Estland (Asutav Kogu) und in der ersten Legislaturperiode des estnischen Parlaments (Riigikogu). Die Partei beeinflusste stark die Schaffung der ersten estnischen Verfassung und die estnische Landreform, die die deutschbaltischen Großgrundbesitzer enteignete. Bis 1932 gehörte die Partei den meisten Koalitionsregierungen an und behielt trotz sinkender Zustimmung ihre starke Stellung im Parteiensystem Estlands.

## Programm und Anhängerschaft
Die Partei war zunächst als Mitte-Links-Partei ausgerichtet, rückte im Laufe der 1920er Jahre aber nach rechts in die Mitte des politischen Spektrums. Sie orientierte sich eher konservativ.
Die Estnische Arbeitspartei sprach besonders die estnische Mittelschicht an. Zu ihrer Anhängerschaft gehörten Beamte und Staatsangestellte, Lehrer, Handwerker und Gewerbetreibende ebenso wie Hauseigentümer und Kleinbauern. Durch soziale Reformen wollte die Partei die wirtschaftliche Situation der mittleren Einkommensschichten verbessern.

## Nationale Zentrumspartei
Im Zuge der Weltwirtschaftskrise kam es Anfang der 1930er Jahre zu mehreren Parteizusammenschlüsen im politischen System Estlands. Im Oktober 1931 schlossen sich die konservative-nationalliberale Estnische Volkspartei (Eesti Rahvaerakond) und die Christliche Volkspartei (Kristlik Rahvaerakond) zusammen. Im Januar 1932 entstand dann die Nationale Zentrumspartei (Rahvuslik Keskerakond) aus einer Vereinigung der beiden Parteien mit der Estnischen Arbeitspartei.

## Wahlergebnisse
| Wahl | Legislaturperiode | Stimmen | Abgeordnete (Asutav Kogu=120 Mandate) (Riigikogu=100 Mandate) |
| ---- | ----------------- | ------- | ------------------------------------------------------------- |
| 1919 | Asutav Kogu       | 25,1 %  | 30                                                            |
| 1920 | 1. Riigikogu      | 21,1 %  | 22                                                            |
| 1923 | 2. Riigikogu      | 11,2 %  | 12                                                            |
| 1926 | 3. Riigikogu      | 12,3 %  | 13                                                            |
| 1929 | 4. Riigikogu      | 10,2 %  | 10                                                            |